# Belügyminisztérium III. Főcsoportfőnökség
A Belügyminisztérium III. Főcsoportfőnökség a Magyar Népköztársaság állambiztonsági szolgálatát, politikai titkosrendőrségét foglalta magába 1962 és 1990 között. (A nyílt állományú, egyenruhás rendőrség szervezetileg a Belügyminisztérium II. Főcsoportfőnökségét alkotta.) Ez a politikai rendőrség, a többi akkori, szocialista országhoz hasonlóan, alapvetően szovjet mintára, nem csak azokat az alapvető külső és belső nemzetbiztonsági feladatokat látta el, amelyeket a mai, nyugati parlamenti demokráciákban is titkosszolgálatok végeznek, hanem a szocialista államrend védelmére is törekedett.

## Előzmények
A magyarországi kommunista pártállami diktatúra állambiztonsági szervezete, politikai rendőrsége az Államvédelmi Hatóság volt 1948 és 1956 között. Feladata a rendszer ellenfeleinek üldözése, a rendszer és vezetőinek védelme volt, és közvetlenül Rákosi Mátyás pártfőtitkár irányításával működött. Nagy szerepet kapott állampárton (Magyar Dolgozók Pártja, MDP) belüli hatalmi harcokban, a politikai leszámolások fő eszköze és végrehajtója is volt. Törvénytelen, diktatórikus tevékenysége miatt súlyosan kompromittálódott, az általa elkövetett bűnök jelentős mértékben hozzájárultak az 1956-os forradalom kirobbanásához.
1956 után az új állampárt, az MSZMP vezetői, különösen Kádár János, akit személyesen is meghurcolt az Államvédelmi Hatóság, tisztában volt azzal, hogy ahelyett új szervezetet kell felépíteni, ugyanakkor az új rendszer megszilárdításához nagy szüksége volt a korábbi állambiztonsági szerveknek az új vezetéshez is lojális munkatársaira. Az új politikai rendőrséget a belügyminisztérium keretein belül hozták létre II. (Politikai Nyomozó) Főosztály néven. (A konspiráció jegyében a szervezeti egységeknek általában csak a számait alkalmazták, teljes nevüket ritkán írták le vagy mondták ki.) E hatalmas szervezeti egységnek a következő fő osztályai voltak:
- II/1 Katonai elhárítás
- II/2 Kémelhárítás
- II/3 Hírszerzés
- II/5 Belsőreakció-elhárítás
- II/6 Szabotázs-elhárítás
- II/8 Vizsgálati osztály
- II/9 Környezet-tanulmányozás
- II/12 Rejtjelközpont
- II/13 Levélellenőrzés

Bár a korábbi Államvédelmi Hatóság leginkább kompromittálódott, a „szocialista törvényességet” is súlyosan megsértő személyeit ebben az időben már eltávolították a szervezetből, az ÁVH-nak még számos tagja dolgozott itt. Kádár János a politikai helyzet megszilárdulásával szükségesnek tartotta az állambiztonsági szolgálat megújításának, a kompromittált munkatársak eltávolításának továbbvitelét. A tisztogatási folyamatra nagy hatással voltak az Szovjetunió Kommunista Pártja (SZKP) XXII. kongresszusán hozott újabb desztalinizációs intézkedések. Ekkoriban, 1961 decemberében született meg a kádárizmus jelszava: „aki nincs ellenünk, az velünk van”.
1961 nyarán ennek jegyében Biszku Béla vezetésével újabb, átfogó vizsgálatra került sor. Ennek eredményeképpen korábbi ÁVH-s személyek tucatjait távolították el a testülettől, nyugdíjba, vagy polgári állásba helyezték őket. Tömpe András irányításával koncepciót dolgoztak ki a teljes állambiztonsági szolgálat, azaz a politikai rendőrség átszervezéséről, amit az is sürgetett, hogy 1962 májusában Lapusnyik Béla, a szolgálat őrmestere, botrányos körülmények között Ausztriába szökött, és várható volt, hogy a szolgálat szervezeti felépítéséről részletes információkat szolgáltat majd a nyugati titkosszolgálatoknak.
Ezen előzmények után 1962 júniusában az MSZMP Politikai Bizottsága elfogadta az állambiztonság átszervezésének koncepcióját, és egyidejűleg felmentettek két, korábban erősen kompromittálódott vezetőt, Hollós Ervint, a belső reakció elleni elhárítás parancsnokát, valamint Hazai Jenőt, a kémelhárítás parancsnokát, „a párt politikájának nem megfelelő alkalmazása miatt”.
1962 augusztusában a Belügyminisztérium II. (Politikai Nyomozó) Főosztálya helyébe lépett a BM III. (Állambiztonsági) Főcsoportfőnöksége, a politikai rendőrség új szervezete. Ennek keretén belül öt csoportfőnökség jött létre. Az állambiztonság vezetője főcsoportfőnökként továbbra is Galambos József maradt. Ez a szervezet a katonai hírszerzés, azaz az MNVK 2. Csoportfőnökség kivételével az összes magyarországi titkosszolgálatot lefedte.

## Szervezeti felépítése
- III/I (hírszerzés)
- III/II (kémelhárítás)
- III/III (belsőreakció-elhárítás)
- III/IV (katonai elhárítás)
- III/V (operatív technika)

### A főcsoportfőnökség önálló („közvetlen”, egyik csoportfőnökség alárendeltségébe sem tartozó) osztályai
- III/1. Vizsgálati Osztály[5]
  - III/1-A alosztály: kémelhárítási ügyek
  - III/1-B alosztály: belső reakció elhárítása
  - III/1-C alosztály: katonai ügyek
  - III/1-D alosztály: értékelés, elemzés, nyilvántartás
  - III/1-E alosztály: jogi véleményadás, állásfoglalás
  - III/1-F alosztály: börtönelhárítás, fogdaügynöki hálózat működtetése
  - III/1-G alosztály: őrszolgálat
- III/2. Operatív Figyelő és Környezettanulmányozó Osztály (10 alosztállyal)
- III/3. „K” ellenőrzési osztály (postai küldemények, 6 alosztállyal)
- III/4. „X” Tájékoztató, Értékelő, Nemzetközi Kapcsolatok Osztály (lehallgatások, 5 alosztállyal)
- III/5. Rádió-elhárítási osztály (5 alosztállyal)
- III/6. Személyzeti Osztály (benne az úgynevezett Kutató Csoport az állambiztonsági állomány utánpótlásának megszervezésére)

## Története

### 1962 – a III. Főcsoportfőnökség tevékenységének beindulása
Fontos eseménye volt ennek az évnek a titkosszolgálat egyik legfontosabb részének, az ügynöki hálózatnak az átalakítása is. A hivatásos állomány megtisztításával párhuzamosan, az állambiztonsági tevékenység új irányelvei alapján felülvizsgálták az egész állambiztonsági hálózatot, és a beszervezett személyek mintegy egyharmadát kizárták a hálózatból, és így az összállambiztonsági ügynöki hálózat, az „ügynökség” összlétszáma 1962 végére 9749 főre csökkent. A legtöbb ügynököt, 2375 főtől az ipari, mezőgazdasági és közlekedési területen bocsátották el, mivel az „objektumi elhárításról”, amikor az egyes intézményeket ellenőrizték, áttértek az iparági szintű állambiztonsági felügyeletre.